# Pavetta neurocarpa
Pavetta neurocarpa är en måreväxtart som beskrevs av George Bentham. Pavetta neurocarpa ingår i släktet Pavetta och familjen måreväxter. Inga underarter finns listade i Catalogue of Life.